# 평양까지 이만원
《평양까지 이만원》은 2016년 10월 23일에 방영한 《KBS 드라마 스페셜 2016》 시리즈 중 다섯 번째 작품이다.

## 줄거리
영정은 사제가 되는 길에서 중도 이탈하고 지금은 대리운전으로 하루하루를 연명하고 사는데, 어느 날 평양으로 가자는 할아버지를 만나 곤욕을 치른다. 그날 신학교 동기이자 이제는 어엿한 한 성당의 신부로 있는 준영과의 술자리가 가게 된다. 준영이 전화를 받고 다음 날 미사를 핑계로 자리를 뜬 후, 갑작스럽게 의문의 여자가 옆자리에 앉으며 같이 한잔하자고 한다. 소원은 자기의 이름과 준영을 아는 사람이라는 짧은 통성명을 한 후 두 사람은 거하게 취하게 된다. 소원은 비가 많이 오는데 돈이 없다는 핑계로 영정의 집으로 가게 되고, 두 사람은 함께 뜨거운 밤을 보내게 된다.
그 후 아무런 의미가 없었던 영정의 삶에 작은 변화가 찾아오는데, 성당 주일학교 교사이고 국악과에 다니는 생기발랄하고 평범한 여대생인 소원에게 조금씩 관심이 생길 때쯤, 영정은 뭔가 일이 이상하게 돌아가고 있다는 것을 느끼게 된다.
그리고 또 다시 평양으로 가자고 고집을 부리는 할아버지를 태우고 대리운전을 하던 도중 작은 사고가 발생하게 되고, 잊고 싶었던 영정의 과거가 조금씩 드러나기 시작한다.

## 등장 인물

### 주요 인물
- 한주완 : 박영정(20대 후반) 역

부제직까지 받은 후 갑작스럽게 신부가 되기를 포기한 채 대리운전으로 하루하루를 연명하고 있다. 세상일에 무관심한 듯, 스스로의 삶을 포기한 것처럼 살아가던 그에게 어느 날 갑자기 의문의 여자 소원이 나타난다. 그리고 아무런 계획도 없이 그의 쪽방에서 소원과 하룻밤을 보내게 된다.
- 김영재 : 차준영(30대 초반) 역

영정의 신학교 동기이자 든든한 형. 무사히 사제 서품까지 받은 후 신부님이 되었지만, 성당 밖으로만 나오면 끌러지 셔츠가 불편하다고 궁시렁 대며 음주에 열중한다. 그런 준영에게 영정은 친구이자 동생같은 존재다.
- 미람 : 임소원(20대 후반) 역

준영의 성당 주일학교 교사를 하고 있는 국악과 학생. 어느 날 갑자기 영정의 앞에 나타나 그를 유혹한다. 뭔가 꿍꿍이가 있는 것은 아닐까, 늘 비밀스러운 말들을 던져대는 소원이지만, 알면 알수록 그저 평범하고 생기 넘치는 20대 여대생이다.

### 주변 인물
- 서진원 : 이남호(40대 후반) 역

영정이 일하고 있는 작은 대리운전 회사를 차린 중년의 가장이다.
- 서민우 : 고민구(20대 중반) 역

함께 대리운전을 하고 있는 팀의 막내로, 어린만큼 성격이 불같다.
- 김효진 : 박수민(50대 후반) 역

영정의 어머니. 하나 뿐인 아들과 연락이 닿지 않은 지 오래 되었다.
- 우상전 : 할아버지(미상) 역

술만 취하면 대리운전을 불러 “평양으로 가디!”를 외치며 평양행을 고집하는 영정의 단골 대리 손님이다.

### 그 외 인물
- 최종률
- 이용녀 : 꽃 파는 할머니 역
- 최효상
- 권홍석
- 서광재
- 이미숙
- 최교식
- 허성태 : 대리운전 기사 역
- 명재환
- 강희중
- 김용환
- 김기현
- 이나영
- 서인권

## 시청률
- 전국 시청률 : 2.2%[1]